# 몰 오브 아메리카

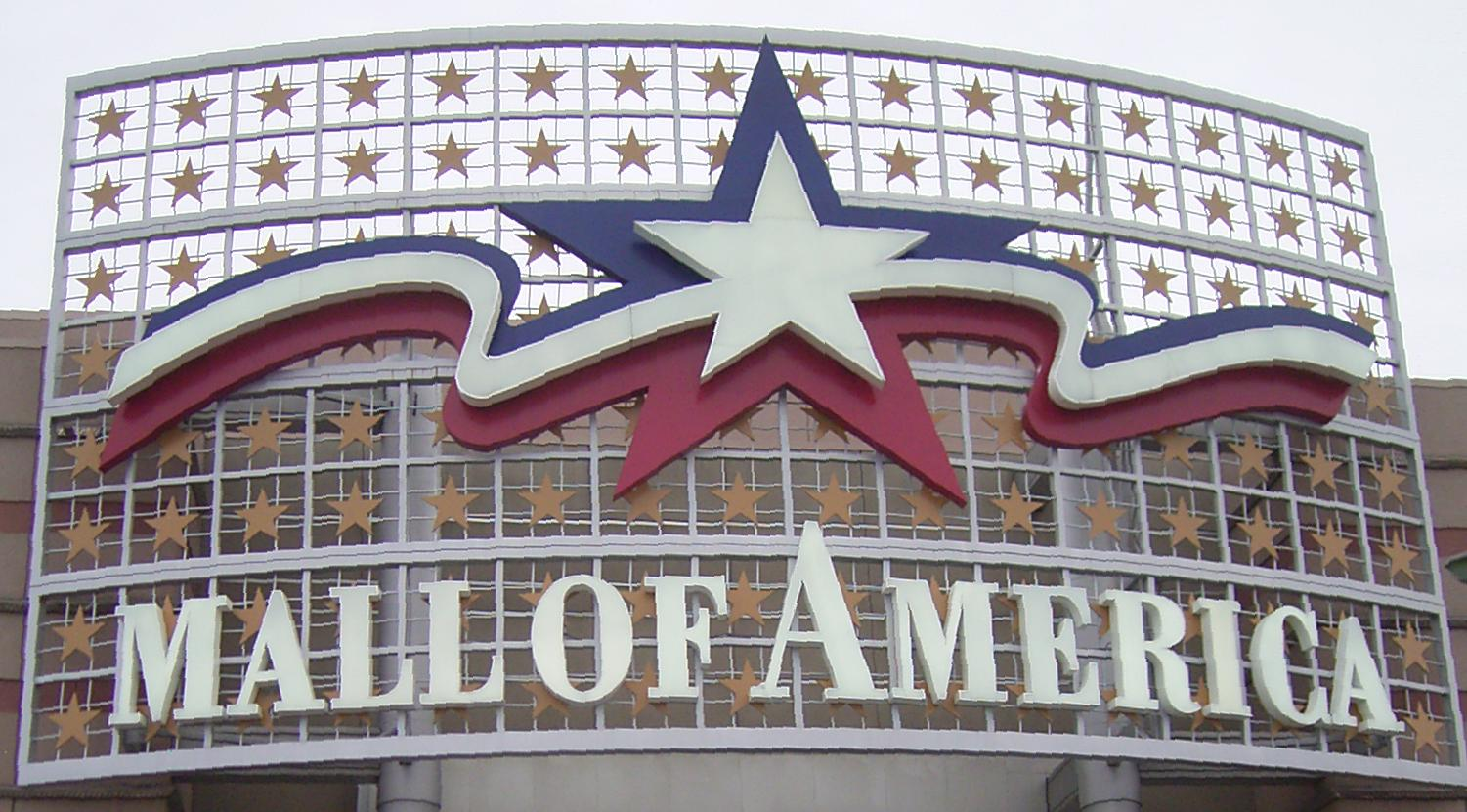
몰 오브 아메리카

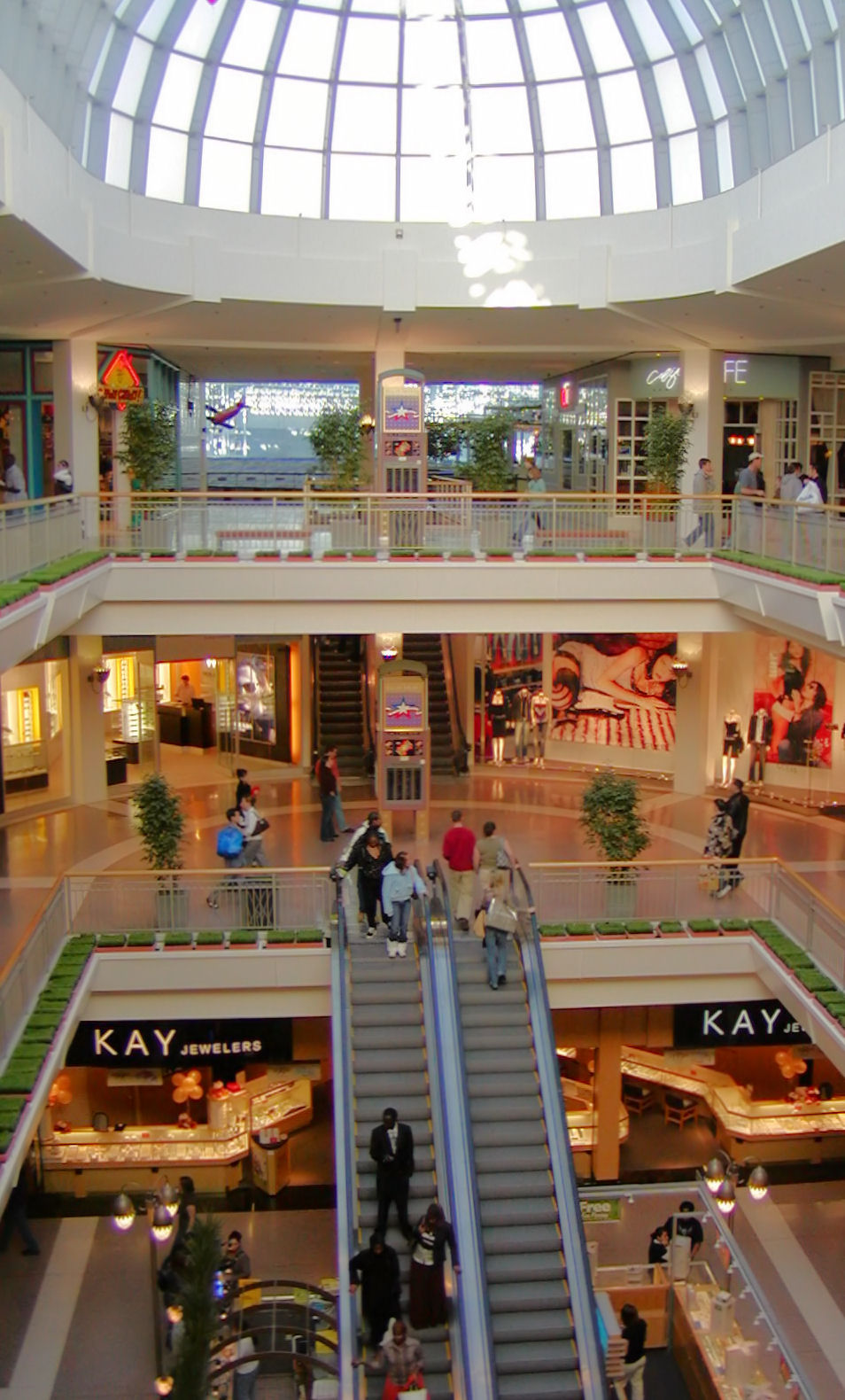
몰 오브 아메리카

몰 오브 아메리카(영어: Mall of America, MoA)는 미국 미네소타주 블루밍턴에 위치한 쇼핑 센터이다. 몰 오브 아메리카는 1992년에 메트로폴리탄 스타디움의 부지를 이용하여 오픈했다. 연간 방문객수는 미네소타의 총 인구의 8배에 해당하는 4,000만명이 넘는다.